# 니켈-카드뮴 전지

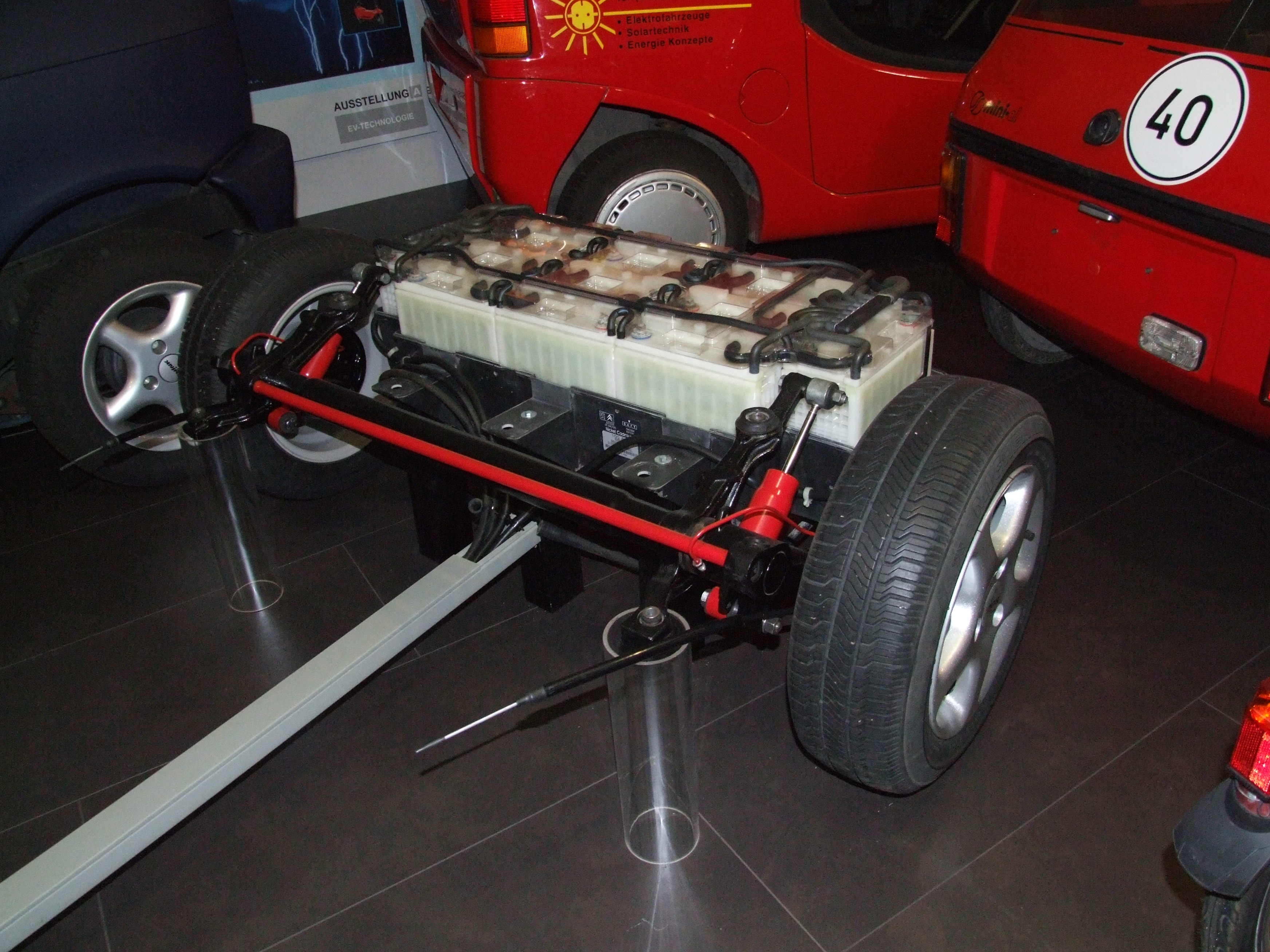
니켈-카드뮴 전지. 독일의 PSA.

니켈-카드뮴 전지(nickel–cadmium battery, NiCd battery, NiCad battery)는 니켈과 카드뮴을 쓰는 충전지로, 휴대용 전자기기와 장난감에 널리 쓰이며, 알칼라인 전지와 같은 1차 전지를 대신해서 쓰이기도 한다. 납축전지보다 무게에 비해 효율이 좋고 수명이 길기 때문에 비행기의 시동을 거는 데에 쓰이고 전기 자동차에도 쓰인다.
니켈-카드뮴 전지의 기전력은 1.2 볼트로, 보통 쓰이는 1.5 볼트짜리 전지보다 낮다. 하지만 니켈-카드뮴 전지는 전압이 떨어지지 않는 반면에 대부분의 1차 전지는 수명이 다하면서 점점 전압이 약해진다. 많은 전자기기가 전기가 닳은 1차 전지로도 쓸 수 있도록 1.0 볼트 정도의 낮은 전압에서도 동작하도록 되어 있기 때문에 니켈-카드뮴 전지로도 전자기기를 쓸 수 있다. 낮은 전압에도 불구하고 저항이 작기 때문에 큰 전류를 필요로 하는 휴대용 기기에 적합하다.
니켈-카드뮴 전지는 수산화니켈로 된 양극, 수산화카드뮴으로 된 음극, 분리막, 알칼라인 전해질로 되어 있다. 니켈-카드뮴 전지에서 일어나는 화학 반응은 다음과 같다.
2 NiO(OH) + Cd + 2 H2O ↔ 2 Ni(OH)2 + Cd(OH)2
전지가 방전될 때 왼쪽에서 오른쪽으로 가는 반응이 일어나고, 전지를 충전하면 오른쪽에서 왼쪽으로 가는 반응이 일어난다. 알칼라인 전해질(보통 수산화칼륨)은 이 반응에서 소비되지 않는다.

## 같이 보기
- 니켈-아이론 전지